# Центр искусств Уокера
Центр искусств Уокера (англ. Walker Art Center) — многопрофильный центр современного искусства в районе Лоури-Хилл Миннеаполиса, штат Миннесота, США. Уокер является одним из наиболее посещаемых музеев современного искусства в США: общее годовое посещение центра вместе с примыкающими к нему Садом скульптур Миннеаполиса и Оранжереей Коулза составляет примерно 700 000 человек. Постоянная экспозиция музея включает в себя свыше 13 000 современных произведений искусства, в том числе книги, костюмы, живопись, медийные работы, графику, фотографию и скульптуру.
Центр искусств Уокера был основан в 1879 году как частная галерея в доме барона Томаса Барлоу Уокера, сделавшего свое состояние на пиломатериалах Миннесоты и Калифорнии. В 1927 году Уокер официально учредил свою коллекцию как Галерею искусств Уокера. При поддержке Федерального проекта искусств и Управления общественных работ США Галерея искусств Уокера стала Центром искусств Уокера в январе 1940 года. В 2015 году Центр искусств Уокера праздновал свой 75-летний юбилей как общественный арт-центр.
Новое здание Уокера, построенное по проекту Эдварда Барнза, открылось в мае 1971 году, а впоследствии было значительно расширено в 2005 г. Швейцарское архитектурное бюро «Херцог и де Мёрон» выстроило дополнительное галерейное пространство, театр, ресторан, магазин и место для специальных мероприятий.

## Программы

### Визуальное искусство
Визуальное искусство было частью культурной программы Уокера с начала его основания. Программа включает в себя цикл временных экспозиций и постоянную коллекцию из приобретенных, пожертвованных и арендованных работ. С 1960-х в Уокере выставляются работы таких художников, как Роберт Ируин, Гленн Лигон, Барри МакГи, Катрин Опи, Лорна Симпсон, Нари Уард.
Коллекция Уокера ориентирована на произведения современного искусства, по большей части датированные после 1960 года. Она включает в себя более 13’000 произведений визуального искусства. В коллекциях Уокера представлены следующие знаменитые произведения:
- «Большой автопортрет» Чака Коуза[7]
- «Большие голубые лошади» Франца Марка
- «Офис ночью» Эдварда Хоппера
- «Suaire de Mondo Cane» Ива Кляйна[8]
- «16 Джеки» Энди Уорхола[9]

### Исполнительское искусство
Искусство живого представления составляет существенную часть программы Уокера. В 1940 году в Уокере начали проходить события, посвященные танцу и поэзии, а также концерты, в основном организуемые волонтерами. В 1963 году, с тех пор как это объединение превратилось в Центральную оперу, Центр Уокера сосредоточился на представлении новых произведений. В 1970 году Центральная опера отделилась от Центра Уокера и стала Оперой Миннесоты. В том же году «исполнительское искусство» было официально учреждено как отделение Центра Уокера.
С 1960-х в Уокере было представлено 265 работ. Кроме того, отделение исполнительского искусства ежегодно организует серию из 25 шоу, в которые входят перформансы, театр, танец, литература и музыка. Это одна из крупнейших музейных программ в области исполнительского искусства в США. Многие артисты, такие как хореографы Билл Джонс, Мередит Монк и Мерс Каннингем, работают с Центром Уокера уже много лет, и в честь них в Центре была установлена ретроспективная инсталляция «Жизнь исполняет искусство» (англ. Life performs Art, 1998). Будучи давним партнёром «Танцевальной компании Мерс Каннингем», в 2011 году Уокер смог приобрести у Фонда Каннингем 150 арт-объектов, значимых для истории компании: скульптуры, декорации, костюмы и другие работы художников, таких как Роберт Раушенберг и Джаспер Джонс.

### Фильмография
Видео-программы Уокера включают в себя и современные, и исторические работы. В 1940-е Центр Уокера признал кинематограф (в том числе экспериментальный) как неотъемлемую часть современной жизни. Художники того времени экспериментировали со светом, движением и звуком в кино, уходили от стандартной нарративной формы.
В 1973 году был официально учрежден Департамент кино/видео, и была основана Научная коллекция фильмов и видео Эдмонда Рубена (англ. Edmond R. Ruben Film and Video Study Collection), а также фонд для развития архива. Рубен, выдающаяся фигура Верхнего Среднего Запада США, и его жена Эвелин считали, что коллекция позволит сохранить эту форму искусства. Сегодня в Коллекции Рубена более 850 фильмов, среди которых и классические, и современные, и документальные, и авангардные произведения, и видео-работы от Сальвадора Дали, Марселя Дюшана и Фернана Леже до современных произведений Уильяма Кляйна, Дерека Жармэна, Брюса Коннера, Марселя Бродхарса, Мэтью Барни, Нам Джун Пайка, Вольфа Фостеля и экспериментальных художников, как Пол Шариц и Стэн Брэкидж.

### Цифровые медиа
Инициативная группа новых медиа-технологий (ныне Цифровые медиа) занимается ведением сайта mnartists.org, представляющего собой интернет-базу художников и организаций Миннесоты. Вместе с Институтом искусств Миннеаполиса Уокер ведет проект «ArtsConnectEd» — онлайн-ресурс для преподавателей искусств, который опирается на постоянные коллекции обеих институций.
В 1998 году Уоркер приобрел «äda’web» — ранний сайт, посвященный нет-арту, созданный Бенджамином Вайлем и веб-дизайнером Виван Сельбо. Первый официальный проект «äda’web» был запушен в мае 1995 года, хотя информационный контент сайта появился немного ранее, в феврале того же года.
В 2001 году сайт Уоркера был преобразован в новостной портал, где публикуются эссе, интервью и видео сотрудников Центра Уоркера и приглашенных авторов, а также освещаются сайты, посвященные мировому искусству и культуре.

### Образовательные и общественные программы
Образование является одной из основных задач Уокера. Отдел руководит сообществом, проектами по интерпретации, общественными, школьными, подростковыми и туристическими программами, а также работой сайта mnartists.org. Каждое подразделение представляет свою программу по визуальному и исполнительскому искусству, фильмографии, новым медиа, дизайну и архитектуре. Отдел работает с кураторами Уокера и местными организациями, художниками, школами и общественными группами.

### Публикации
Длинная история публикаций Уокера включает в себя каталоги выставок, книги, периодические и цифровые издания. С 1946 года Уокер издает квартальный журнал «Ежедневное искусство», который в 1954 году был переименован в «Дизайн» (англ. Design Quarterly) в связи со смещением акцентов в сторону изучения теории и практики дизайна, а также его воздействия на общество. Журнал издавался до 1993 года. Дизайн-студия Уокера выпустила бесчисленное количество выставочных каталогов, посвященных творчеству таких художников, как Марсель Бродхарс, Триша Браун, Хуан Юнпин, Кики Смит, Кара Уокер, Энди Уорхол и др., а также книг по дизайну, архитектуре, социальным исследованиям и другим актуальным темам современного искусства.